# Nils Nygren
Nils Lennart Nygren, född 13 september 1926 i Nässjö församling, Jönköpings län, död 21 september 1976 i Göteborg, var en svensk skådespelare.

## Biografi
Efter studentexamen 1946 i Jönköping utbildade han sig vid Malmö stadsteaters elevskola 1949–1952. Han var engagerad vid Malmö stadsteater från 1952 men gick över till Göteborgs stadsteater 1960.
Han var son till fabrikör Oskar Nygren och Tora Lax. År 1958 gifte han sig med Britt-Marie Nilson (1932–1976), dotter till gymnasielärare Oscar Nilson och Karin Gustafsson. Makarna Nygren fick barnen Johannes (född 1959) och Magnus (född 1962).
Nils och Britt-Marie Nygren är begravda på Anneforskyrkogården i Nässjö.

## Filmografi
- 1955 – Ljuset från Lund
- 1958 – Rabies
- 1965 – Arken
- 1972 – Dela lika (TV-serie)
- 1976 – Raskens (TV-serie)

## Teater

### Roller (ej komplett)
| År   | Roll                               | Produktion                                                                       | Regi                   | Teater                                 |
| ---- | ---------------------------------- | -------------------------------------------------------------------------------- | ---------------------- | -------------------------------------- |
| 1948 |                                    | Radiobragden Charlotte B. Chorpenning                                            | Georg Årlin Arne Lydén | Malmö stadsteater                      |
| 1949 |                                    | Skattkammarön Robert Louis Stevenson                                             | Arne Lydén             | Malmö stadsteater                      |
| 1950 |                                    | Huckleberry Finns äventyr Gösta Terserus efter Mark Twains roman                 | Nils Leijon            | Malmö stadsteater                      |
| 1950 |                                    | Konungen Pär Lagerkvist                                                          | Lars-Levi Læstadius    | Malmö stadsteater                      |
| 1951 |                                    | Radiobragden Charlotte B. Chorpenning                                            | Georg Årlin            | Malmö stadsteater                      |
| 1951 |                                    | Colombe Jean Anouilh                                                             | Henrik Dyfverman       | Malmö stadsteater                      |
| 1952 |                                    | Othello William Shakespeare                                                      | Lars-Levi Læstadius    | Malmö stadsteater                      |
| 1952 |                                    | Syskon H.C. Branner                                                              | Lars-Levi Læstadius    | Malmö stadsteater                      |
| 1952 |                                    | Greve Öderland Max Frisch                                                        | Lars-Levi Læstadius    | Malmö stadsteater                      |
| 1953 |                                    | Som ni behagar William Shakespeare                                               | Lars-Levi Læstadius    | Malmö stadsteater                      |
| 1953 |                                    | Trångt om saligheten Valentin Katajev                                            | Mats Johansson         | Malmö stadsteater                      |
| 1953 |                                    | Måne för olyckfödda Eugene O'Neill                                               | Henrik Dyfverman       | Malmö stadsteater                      |
| 1953 |                                    | Måsen Anton Tjechov                                                              | Lars-Levi Læstadius    | Malmö stadsteater                      |
| 1953 |                                    | Flickan och gudarna Bertolt Brecht och Paul Dessau                               | Hans Dahlin            | Malmö stadsteater                      |
| 1953 | Inspicienten                       | Sex roller söka en författare Luigi Pirandello                                   | Ingmar Bergman         | Malmö stadsteater                      |
| 1953 | Bonde                              | Slottet Max Brod efter en roman av Franz Kafka                                   | Ingmar Bergman         | Malmö stadsteater                      |
| 1954 |                                    | Intermezzo Jean Giraudoux                                                        | Lars-Levi Læstadius    | Malmö stadsteater                      |
| 1954 |                                    | Clownen Beppo Else Fisher                                                        | Ingrid Tönsager        | Malmö stadsteater                      |
| 1954 |                                    | Dårskapens timme Anna Bonacci                                                    | Yngve Nordwall         | Malmö stadsteater                      |
| 1954 |                                    | Vildanden Henrik Ibsen                                                           | Lars-Levi Læstadius    | Malmö stadsteater                      |
| 1954 |                                    | Juno och påfågeln Sean O'Casey                                                   | Mats Johansson         | Malmö stadsteater                      |
| 1955 | Gusman                             | Don Juan Molière                                                                 | Ingmar Bergman         | Malmö stadsteater                      |
| 1955 | Keora                              | Tehuset Augustimånen John Patrick                                                | Ingmar Bergman         | Malmö stadsteater                      |
| 1955 |                                    | Trasiga änglar eller Änglaköket Albert Husson                                    | Yngve Nordwall         | Malmö stadsteater                      |
| 1955 |                                    | Drömflickan Elmer Rice                                                           | Mats Johansson         | Malmö stadsteater                      |
| 1955 |                                    | Revisorn Nikolaj Gogol                                                           | Lars-Levi Læstadius    | Malmö stadsteater                      |
| 1956 |                                    | Oväder August Strindberg                                                         |                        | Malmö stadsteater                      |
| 1956 |                                    | Kameliadamen Alexandre Dumas d.y.                                                | Lars-Levi Læstadius    | Malmö stadsteater                      |
| 1956 |                                    | Huckleberry Finns äventyr Gösta Terserus efter Mark Twains roman                 | Mats Johansson         | Malmö stadsteater                      |
| 1956 |                                    | Hjälte mot sin vilja Ira Levin efter en roman av Mac Hyman                       | Yngve Nordwall         | Malmö stadsteater                      |
| 1956 |                                    | Irene den oskyldiga Ugo Betti                                                    | Mats Johansson         | Malmö stadsteater                      |
| 1956 | Doktor Baugh                       | Katt på hett plåttak Tennessee Williams                                          | Ingmar Bergman         | Malmö stadsteater                      |
| 1957 | Solveigs far                       | Peer Gynt Henrik Ibsen                                                           | Ingmar Bergman         | Malmö stadsteater                      |
| 1957 |                                    | Underbara människor William Saroyan                                              | Yngve Nordwall         | Malmö stadsteater                      |
| 1957 |                                    | Fröken Rosita eller Blommornas språk Federico Garcia Lorca                       | Frank Sundström        | Malmö stadsteater                      |
| 1957 |                                    | Eurydike Jean Anouilh                                                            | Lars-Levi Læstadius    | Malmö stadsteater                      |
| 1957 |                                    | Petters resa till månen Gerdt von Bassewitz                                      | Lennart Olsson         | Malmö stadsteater                      |
| 1958 |                                    | Månfåglarna Marcel Aymé                                                          | Yngve Nordwall         | Malmö stadsteater                      |
| 1958 |                                    | Boboll André Roussin                                                             | Lars-Levi Læstadius    | Malmö stadsteater                      |
| 1958 |                                    | Lyckodagen Cesare Meano                                                          | Lars-Levi Læstadius    | Malmö stadsteater                      |
| 1958 | Betjänt                            | Värmlänningarna Fredrik August Dahlgren och Andreas Randel                       | Ingmar Bergman         | Malmö stadsteater                      |
| 1959 |                                    | Isak Juntti hade många söner Björn-Erik Höijer                                   | Yngve Nordwall         | Malmö stadsteater                      |
| 1959 |                                    | Det blåser på månen Gertrud och Jan Hemmel efter en berättelse av Eric Linklater | Jan Hemmel             | Malmö stadsteater                      |
| 1959 |                                    | Fransysk visit Marcel Achard                                                     | Yngve Nordwall         | Malmö stadsteater                      |
| 1959 |                                    | Domaren Vilhelm Moberg                                                           |                        | Malmö stadsteater                      |
| 1959 |                                    | Ett drömspel August Strindberg                                                   | Bengt Ekerot           | Malmö stadsteater                      |
| 1959 |                                    | En vintersaga William Shakespeare                                                | Sandro Malmquist       | Malmö stadsteater                      |
| 1960 |                                    | Som man ropar i skogen... Aleksandr Ostrovskij                                   | Lars-Levi Læstadius    | Malmö stadsteater                      |
| 1960 |                                    | Läckan Bertil Schütt                                                             | Yngve Nordwall         | Malmö stadsteater                      |
| 1963 | Surkart, konstapel vid stadsvakten | Mycket väsen för ingenting William Shakespeare                                   | Johan Falck            | Göteborgs stadsteater, 11 oktober 1963 |
| 1963 |                                    | Orkestern Jean Anouilh                                                           | Herman Ahlsell         | Göteborgs stadsteater                  |
| 1964 | August, ungkarl                    | Farmor och vår herre Hjalmar Bergman                                             | Yngve Nordwall         | Göteborgs stadsteater, 28 augusti 1964 |
| 1970 | Michael James Flaherty             | Hjälten på den gröna ön John Millington Synge                                    | Mats Johansson         | Göteborgs stadsteater                  |